# معاینه بالینی گوارشی
معاینه بالینی گوارشی به مجموعه‌ای از معاینه‌های پزشکی اطلاق می‌گردد که جهت یافتن مشکلات و بیماری‌های گوارشی موجود و احتمالی که بیمار دارد، انجام می‌شود.

## نشانه‌ها
مواردی که پزشک از بیمار می‌پرسد:
- تعداد دفعات دفع مدفوع، رنگ و حالت مدفوع و وجود خون در آن
- اینکه بیمار درد شکم دارد یا خیر و اگر دارد پزشک جوانب آن را بررسی می‌کند.
- اینکه بیمار استفراغ دارد یا خیر.